# Chris Paul Harman
Chris Paul Harman (* 19. November 1970 in Toronto/Ontario) ist ein kanadischer Komponist.

## Leben
Harman studierte klassische Gitarre bei Barton Wigg, Cello bei Alan Stellings und elektronische Musik bei Wes Wraggett, während er als Komponist zunächst Autodidakt war; ein Kompositionsstudium schloss er erst 2012 an der University of Birmingham ab. Als Teilnehmer des Wettbewerbs für junge Komponisten von CBC Radio National kam er 1986 unter die Finalisten und gewann 1990 den Großen Preis. Sein Konzert für Oboe und Streicher erhielt 1994 und 2004 offizielle Empfehlungen des Internationalen Musikrates der UNESCO. 2001 und 2007 erhielt er den Jules-Legér-Preis für neue Kammermusik des Canada Council. Seit 2005 unterrichtet er Komposition an der Schulich School of Music der McGill University.
Seine Kompositionen wurden von Ensembles und Orchestern Kanadas, der Niederlande, Brasiliens, Großbritanniens, Südkoreas und Japans aufgeführt. Auftragswerke komponierte er u. a. für die Gitarristen William Beauvais und Sylvie Proulx, den Geiger Jacques Israelievitch, den Oboisten Lawrence Cherney; das Sabat-Clarke Duo, das Ensemble Continuum, das Esprit Orchestra, das National Arts Centre Orchestra und die Winnipeg Symphony und für Organisationen und Veranstaltungen wie die Société de musique contemporaine du Québec (SMCQ), das Guelph Spring Festival und Soundstreams Canada.

## Werke
- Critical Bands für Perkussion, 1992
- Globus hystericus für Klavier, 1992
- Irisation für 24 Streicher, 1992
- The Swan that Died in Darkness für Gitarre, 1992
- Concerto für Oboe und Streichorchester, 1993
- Theme and Variations für acht Musiker, 1993
- Adagio, Streichquartett, 1994
- Let Me Die Before I Wake für Orchester, 1994
- Incidents in Transition für Flöte, Klarinette, Violine, Cello, Klavier und zwei Perkussionisten, 1995
- Partita for Solo Violin, 1995, 1998–2001
- C Section für Violine und kleines Orchester, 1996
- The Dawn of Each New Day Brings Us Each a Little Closer to Our Inevitable Demise für großes Orchester, 1996
- From the Cradle to the Grave für 16 Streicher 1997
- String Quartet No. 2, 1997
- Axle für kleines Orchester, 1998
- Five Japanese Children's Songs für Sopran und Klavier 1998
- Flicker für Orchester, 1998
- Procession burlesque für zehn Musiker, 1998
- Verve für Marimba mit Echoeffekt, 1998
- Midnight with the Stars and You für Violine, Klavier und Tonband, 1999–2000
- Uta, Konzert für Viola und Orchester, 1999–2000
- Catacombs, Konzert für Flöte und Orchester, 1999–2000
- Amerika für kleines Orchester, 2001
- Assemblage für Flöte und Klavier, 2001
- Projection für drei Violinen, zwei Bratschen, zwei Celli, Kontrabass und Klavier, 2001
- Three Pieces for Two Violins, 2001-02
- Incipits für Flöte, Klarinette, Violine, Cello, Klavier und Perkussion, 2002
- Mabushii sora e – Toward a Brilliant Sky, Konzert für Klavier, Toy Piano und Orchester, (2002–03)
- Kansha – Gratitude für Piccolo- und Altflöte, Oboe, Klarinette, Alt-Blockflöte, Trompete, Harfe, Zymbal, Streichquartett, Klavier, Toy Piano und zwei Perkussionisten, 2004
- Otogi no kuni e – Fairy Tale Land, Konzert für Cello und Orchester, 2004–05
- Postludio a rovescio für Flöte, Klarinette, Violine und Cello, 2007
- After Schumann für Klavier, 2008
- Concertino für zwei Solo-Keyboarder und Perkussionsensemble, 2008
- Doubling für Flöte, Klarinette, Cello und Klavier, 2008
- Silver Threads Among the Gold für Orchester, 2009
- Schumann Scenes für Streichorchester, 2009
- Gott Lebet Noch für Harfe und Orchester, 2009
- Sonatine für Flöte und Cello, 2011
- Coyote Soul für Orchester, 2011
- Der Tag mit seinem Licht für sechs Musiker, 2011
- Cilla für Orchester, 2012
- This is not America für sechs Frauenstimmen und sechs Perkussionisten, 2012
- La selva de los relojes für Mezzosopran und sechs Instrumentalisten, 2013
- After Schumann II für Klavier, 2013
- Lieder und Arien für Orchester, 2014
- Love Locked Out für 15 Musiker und Tonband, 2014
- Album for the Young für Flöte, Klarinette, Violine, Cello, Perkussion, Klavier und Tonband, 2015
- Piano Trio No. 2, 2016
- Five Chorale Melodies für Klavier, 2016
- It's All Forgotten Now für 15 Musiker und Tonband, 2017
- White Lines für Violine und Klavier, 2018
- …with silver bells and cockle shells… für Sopran und Orchester, 2018
- New work für zwei Celli, 2019
- Partita No. 2 für Solovioline, 2019